# David Le Vita

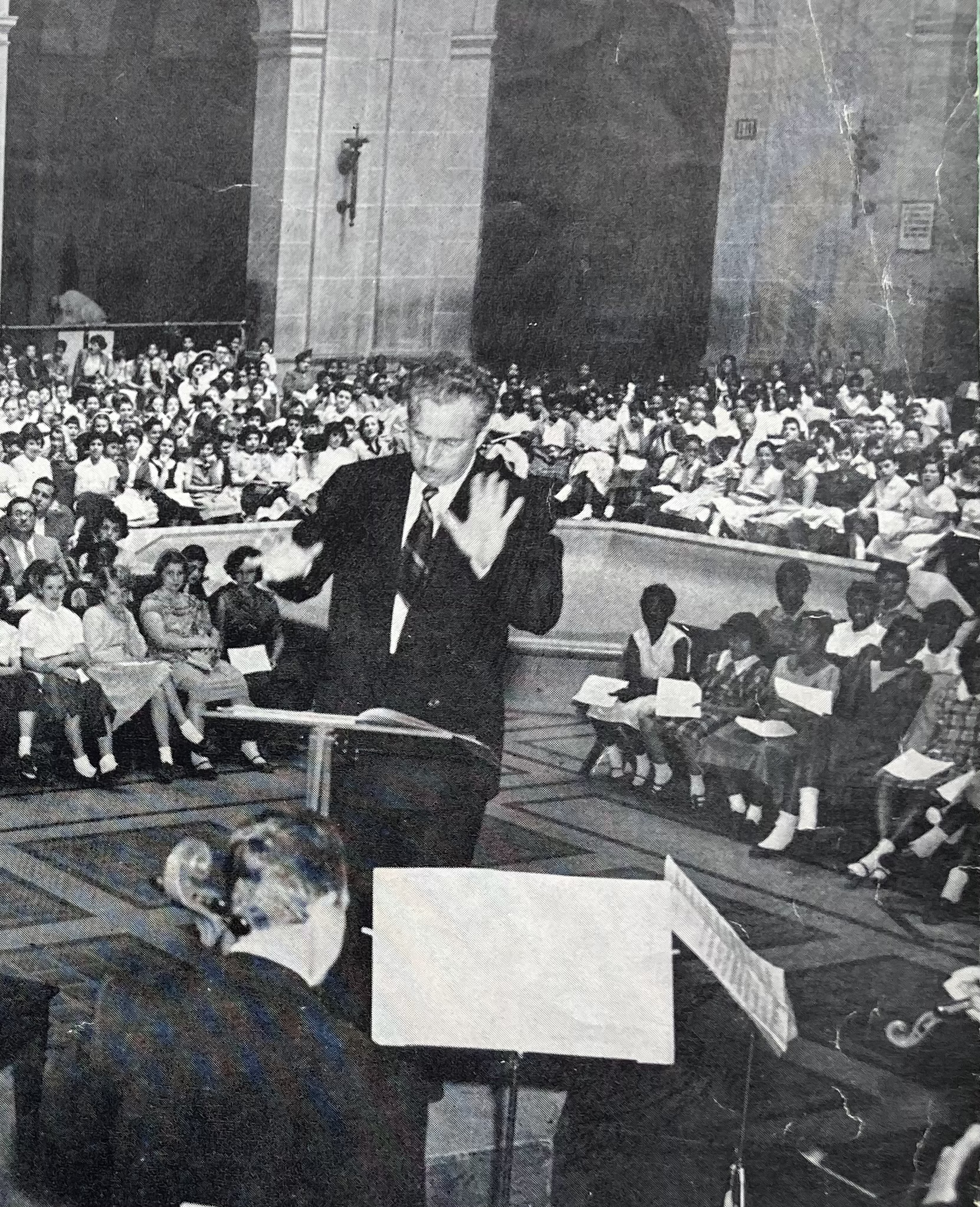
David Le Vita als Dirigent bei einer Veranstaltung im Sculpture Court des Brooklyn Museum

David Le Vita (* 2. Juni 1906; † 26. August 2006) war ein amerikanischer Musikwissenschaftler, Pianist und Musikpädagoge.

## Biografie
Als Sohn von Eltern russischer und österreichisch-ungarischer Herkunft wuchs Le Vita in Brooklyn auf. Als begabter Pianist gab er sein öffentliches Debüt 1923 in der Aeolian Hall in Manhattan. Ein Stipendium ermöglichte es ihm, im Ausland zu studieren. Er schloss 1929 sein Studium am Landeskonservatorium der Musik zu Leipzig (heute Hochschule für Musik und Theater "Felix Mendelssohn Bartholdy") ab und schrieb sich anschließend an der Universität Leipzig für das Fach Musikwissenschaft ein. Wilhelm Heyer hatte der Universität 1926 seine umfangreiche Sammlung von Musikinstrumenten vermacht, und 1929 wurde das Musikinstrumentenmuseum der Universität Leipzig eröffnet. Auf diese Weise erhielt Le Vita Einblicke in die Disziplinen Organologie und Musikethnologie, die ihm in seiner späteren Laufbahn sehr hilfreich sein sollten. 1931 wurde er im Fach Musikwissenschaft an der Universität Leipzig promoviert und kehrte bald darauf in die Vereinigten Staaten zurück. Im Jahr 1937 heiratete er Gertrude Frank und im selben Jahr nahm er erstmals Kontakt mit dem Brooklyn Museum auf, wo er eine Reihe mit dem Titel "Music Background Hours" ins Leben rief, die im ersten Jahrzehnt hauptsächlich nicht-westliche Musik, später aber auch westliche Kammermusik und Opern präsentierte. Ab 1939 hielt er Vorträge über klassische Musik auch für ein erwachsenes Publikum.
Le Vita wurde 1942 vom Education Department des Museums fest angestellt, die Stellenbezeichnung lautete "Musicologist". Le Vita konsolidierte und entwickelte das Musikprogramm des Museums, das nicht nur Vorträge über Instrumente oder musikbezogene Kunstwerke aus der Sammlung des Museums für Schüler und Erwachsene, sondern auch eine breite Palette von Konzerten umfasste. Das Rückgrat des Konzertprogramms bildete eine wöchentliche Kammermusikreihe am Sonntagnachmittag, die im Frühjahr 1943 lanciert wurde und in der Künstlerinnen und Künstler wie Paul Wittgenstein, Eva Heinitz und John Corigliano auftraten. Später kam eine Reihe am Samstagnachmittag hinzu, bei der nicht nur professionelle Musikerinnen und Musiker, sondern auch Orchester der örtlichen High Schools auftraten. 
Von März bis Juni 1944 organisierte Le Vita eine Reihe mit dem Titel "Ask the Composer", bei der unter anderem Henry Cowell, Béla Bartók, Virgil Thomson, Morton Gould und Paul Creston vorgestellt wurden. Eine zweite Ausgabe der Reihe im Winter/Frühjahr 1945 machte das Publikum unter anderem Julius Hijman, Karl Weigl und Paul Bowles bekannt. 1953 gründete Le Vita zusammen mit dem Geiger Avram Weiss und dem Celliusten Sidney Edwards das Brooklyn Museum Trio. In späteren Jahren wurde Sidney Edwards durch Shepard Coleman ersetzt. Ebenfalls 1953 begann Le Vita eine Zusammenarbeit mit der Community Opera Inc., die dem Publikum im Museum bis zu sechs halbszenische Opernproduktionen pro Saison kostenlos vorstellte. In den 1950er Jahren begann Le Vita auch eine Zusammenarbeit mit John Motley, der den Kinderchor des Museums leitete. 
Nach vierzigjähriger Tätigkeit für das Museum wurde Le Vita im Jahre 1972 in den Ruhestand verabschiedet. Seinen Lebensabend verbrachte er im US-Bundesstaat Florida.
Le Vita wurde von Bürgermeister Fiorello LaGuardia und Bürgermeister Robert F. Wagner Jr. für seine Verdienste um die Musikerziehung ausgezeichnet. 2006 wurde er von Marty Markowitz, dem damaligen Brooklyn Borough Präsident, sowie Arnold Lehman, dem damaligen dem Direktor des Brooklyn Museum, für seine Arbeit geehrt.